# Haggyállógva, Vászka
Haggyállógva, Vászka é um filme de drama húngaro de 1996 dirigido e escrito por Péter Gothá. Foi selecionado como representante da Hungria à edição do Oscar 1997, organizada pela Academia de Artes e Ciências Cinematográficas.

## Elenco
- Maksim Sergeyev - Vászka
- Evgeniy Sidikhin - Ványka
- Valentina Kasyanova - Luvnya
- Boris Solominovits - Fetyka